# Atalarik
Atalarik (gotsko Aþalareiks) je bil leta 526-534 kralj ostrogotskega Italskega kraljestva, * 516, † 2. oktober 534.
Bil je sin iberskega ostrogotskega kneza in rimskega konzula Evtarika in Amalasunte, hčerke kralja Teodorika Velikega. Na ostrogotskem prestolu je nasledil svojega starega očeta Teodorika. Ker je bil takrat star komaj deset let, je regentstvo prevzela njegova mati Amalasunta. Mati mu je poskušala zagotoviti izobrazbo po rimskem vzoru, vendar so jo gotski plemiči prisilili, da so njegovo vzgojo prevzeli oni. Posledica njihove vzgoje je bilo razpuščeno življenje in pretirano opijanje, ki je privedlo do njegove prezgodnje smrti. 
Po njegovi smrti sta si prestol delila Amalasunta in njen sorodnik Teodahad. Ostrogotsko kraljestvo je v vojnah z Bizantinskim cesarstvom kmalu zatem razpadlo.